# Ihor Mussijenko
Ihor Wolodymyrowytsch Mussijenko (ukrainisch Ігор Володимирович Мусієнко; * 22. August 1993) ist ein ukrainischer Leichtathlet, der sich auf das Kugelstoßen spezialisiert hat.

## Sportliche Laufbahn
Erste internationale Erfahrungen sammelte Ihor Mussijenko 2018 bei den Europameisterschaften in Berlin, bei denen er mit einer Weite von 19,61 m in der Qualifikation ausschied. 2020 belegte er bei den Balkan-Hallenmeisterschaften in Istanbul mit 19,37 m den fünften Platz und bei den Freiluftmeisterschaften in Cluj-Napoca gewann er mit 19,42 m die Silbermedaille. Im Jahr darauf wurde er bei den Balkan-Hallenmeisterschaften in Istanbul mit 19,51 m Vierter. Ende Mai steigerte er seine Bestleistung auf 21,15 m und qualifizierte sich damit für die Olympischen Spiele in Tokio, bei denen er aber mit 19,56 m den Finaleinzug verpasste. 2023 belegte er bei den Balkan-Meisterschaften in Kraljevo mit 19,13 m den vierten Platz und im Jahr darauf gelangte er bei den Balkan-Hallenmeisterschaften in Istanbul mit 18,06 m auf Rang sechs.
In den Jahren von 2020 bis 2023 wurde Mussijenko ukrainischer Meister im Kugelstoßen im Freien sowie von 2019 bis 2021 und 2023 auch in der Halle.